# منتخب ليبيا تحت 20 سنة لكرة القدم
منتخب ليبيا تحت 20 سنة لكرة القدم هو ممثل ليبيا الرسمي في المنافسات الدولية في كرة القدم في فئة كرة قدم تحت 20 سنة للرجال
، يديريه الاتحاد الليبي لكرة القدم.